# Resident Evil 4
Resident Evil 4, phiên bản ở Nhật Bản có tên là Biohazard 4 (バイオハザード4 Baiohazādo Fō), là một trò chơi bắn súng góc nhìn người thứ ba thuộc thể loại kinh dị được phát triển bởi Production Studio 4 thuộc Capcom và phát hành bởi nhiều nhà phát hành, gồm có Capcom, Ubisoft, Nintendo Australia, Red Ant Enterprises và THQ Asia Pacific. Trò chơi được chính thức phát hành ở Bắc Mỹ vào ngày 11 tháng 1 năm 2005, và ở Nhật Bản vào ngày 27 tháng 1 cùng năm.
Resident Evil 4 được nhắc đến lần đầu tiên vào tháng 12 năm 1999, sau đó là một khoảng thời gian khá dài trong sản xuất. Trong thời gian đó, đã có đến bốn phiên bản trò chơi bị hủy bỏ. Ban đầu khi trò chơi chỉ nhắm đến PlayStation 2, khâu phát triển đã được chỉ đạo bởi Hideki Kamiya khi nhà sản xuất Shinji Mikami yêu cầu ông tiến hành một phần mới cho dòng trò chơi Resident Evil. Tuy nhiên, việc phát triển đã bị khởi động lại từ đầu. Trò chơi, theo như đã dự kiến, sẽ là một cú bom tấn cho hệ máy Nintendo GameCube, nhưng sau đó phiên bản dành cho PlayStation 2 lại được phát hành trước cả phiên bản dành cho GameCube. Tiếp đó, Resident Evil 4 được phát hành cho máy tính cá nhân (Microsoft Windows) và Wii, và trên nhiều nền tảng khác như iOS, Mobile phones, và Zeebo.
Resident Evil 4 đã nhận được nhiều ý kiến tích cực, đạt điểm trung bình 96 trên Metacritic và nhiều lời khen ngợi từ các tạp chí trò chơi cũng như trang mạng. Trò chơi được xem là một trong các đối thủ nặng ký của Trò Chơi Của Năm năm 2005. Hệ thống chơi, nội dung và cách chơi của phiên bản lần này đã hấp dẫn nhiều người, vốn trước đây không hào hứng mấy với dòng trò chơi này.

## Tổng quan
Người chơi sẽ điều khiển Leon S. Kennedy từ một góc nhìn người thứ ba trong suốt trò chơi, với nhiệm vụ phải cứu thoát cô con gái của Tổng thống Mỹ là Ashley Graham. Trò chơi tập trung vào những hành động và dùng súng để tiêu diệt các nhóm kẻ thù trong những khu vực rộng lớn. Góc nhìn của người chơi là ở phía sau Leon nhìn tới trước, và nhìn qua vai Leon khi nhắm súng. Ánh laser mới được thêm vào cho phép người chơi nhắm được chính xác hơn và dễ dàng thay đổi hướng nhắm nếu đối phương chuyển động. Những phát đạn cũng cho hiệu quả thực tế hơn: khi bắn vào chân thì đối phương sẽ vấp ngã, còn khi bắn vào tay sẽ khiến chúng đánh rơi vũ khí.
Một trong những thay đổi mới ở Resident Evil 4 đó là điều khiển nhân vật theo ngữ cảnh. Trong các tình huống cụ thể, người chơi có thể tương tác với môi trường xung quanh: đá ngã cầu thang xuống, nhảy ra khỏi cửa sổ hoặc né đòn tấn công của đối phương. Đôi lúc trong trò chơi có các đoạn cắt cảnh tương tác, khi đó người chơi phải nhấn đúng những nút hiển thị trên màn hình để nhân vật thực hiện hành động tương ứng, như là né tránh một tảng đá rơi xuống hoặc một kẻ thù tấn công. Những đoạn cắt cảnh này thường được lồng trong các trận đấu trùm, khi mà người chơi phải tránh các đòn tấn công thật lực của đối phương để tránh bị tiêu diệt.
Đối thủ chính của người chơi là Los Ganados ("con thú" - tiếng Tây Ban Nha) - những con người đã bị nhiễm ký sinh trùng Las Plagas ("Dịch bệnh" - tiếng Tây Ban Nha). Chúng khôn lanh và nhanh nhẹn hơn so với những phiên bản trước của trò chơi. Chúng có thể né đòn tấn công của người chơi, có thể sử dụng nhiều loại vũ khí, thậm chí chúng còn có thể tấn công đồng loạt và giao tiếp với nhau.
Những vật dụng mà người chơi nhặt (hoặc mua) được được đựng trong một chiếc cặp. Chiếc cặp này có thể được nâng cấp nhiều lần, mỗi lần chiếc cặp sẽ to hơn, chứa được nhiều vật dụng hơn. Súng, đạn và những vật dụng giúp hồi máu sẽ được đặt trong cặp, còn các chìa khóa được đặt trong một danh mục riêng. Đôi lúc trong trò chơi sẽ xuất hiện một người lái buôn tại những địa điểm nhất định. Người này bán thuốc xịt hồi máu (First Aid Spray), súng, nâng cấp súng và mua lại những thứ quý giá mà Leon tìm được. Các loại vũ khí có các ưu điểm và khuyết điểm riêng. Một mục tiêu của việc thiết kế trò chơi đó là tạo ra sự đa dạng cho vũ khí, nhờ đó làm tăng tính tự do và chiều sâu trò chơi cho người chơi.
Capcom đã thêm nhiều nội dung mới vào phiên bản cho PlayStation 2, sau đó là vào phiên bản cho máy tính để bàn và Wii. Nội dung mới quan trọng nhất là phần chơi "Separate Ways", một phần chơi nhỏ xoay quanh sự liên quan của Ada Wong đến từng thời điểm của trò chơi và mối quan hệ của cô này với Albert Wesker, một cựu thành viên của STARS, người đang có tham vọng hồi sinh Umbrella. "Ada's Report" (Bản báo cáo của Ada), một tài liệu gồm năm phần, cho thấy quan hệ của Ada với Wesker và vai trò của Wesker trong âm mưu này. Phần nội dung khác gồm "The Mercenaries", "Assignment Ada" - có trong tất cả các phiên bản, là một phần chơi nhỏ, qua đó người chơi vào vai Ada để thu hồi các mẫu thử plaga, trang phục mới cho Leon và Ashley, những vũ khí mới được mở và một Trình xem phim (Movie Browser).

## Cốt truyện
Năm 2004, các hoạt động bí mật của Tập đoàn Umbrella tại thành phố Raccoon bị vỡ lở. Một cuộc điều tra được tiến hành bởi Chính quyền Liên bang Hoa Kỳ cho thấy nhiều nhân vật cấp cao trong Tập đoàn Umbrella có liên quan đến việc này. Chính quyền cho đóng cửa công ty và hoãn kinh doanh vô thời hạn, Tập đoàn Umbrella phá sản và sụp đổ.
Mật vụ Hoa Kỳ yêu cầu Leon S. Kennedy với một nhiệm vụ, đó là giải cứu Ashley Graham, con gái Tổng thống, người đã bị một giáo phái bí ẩn bắt cóc. Leon đến một ngôi làng xa xôi ở châu Âu, nơi đây anh chạm trán với những nhóm người nguyện chết cho Los Illuminados ("Những người được khai sáng" - tiếng Tây Ban Nha), giáo phái đã bắt cóc Ashley.
Khi ở trong làng, Leon đã chạm trán với tên trưởng làng, Bitores Mendez, và bị tiêm Las Plagas - một thứ ký sinh trùng có thể điều khiển lý trí con người. Anh bị trói cùng với Luis Sera, một nhà nghiên cứu từng làm việc cho Los Illuminados. Hai người cùng nhau trốn thoát, nhưng sau đó đi hai con đường khác nhau. Leon biết được rằng Ashley đang bị bắt giữ trong một nhà thờ, và cứu được cô ấy; và mặc dù Osmund Saddler, thủ lĩnh của Los Illuminados, đã tìm cách ngăn chặn hai người, họ đã thoát được.
Khi tiêu diệt được Mendez, Leon và Ashley tạm trú ẩn bên trong lâu đài của Ramon Salazar. Cho rằng nơi này sẽ an toàn để tránh Ganados, nhưng họ cũng mau chóng biết được rằng cả lâu đài và Salazar cũng đã bị nhiễm Las Plagas. Ashley bắt đầu ho ra máu, cho thấy rằng quả trứng Plagas trong người cô đã phát triển. Trong cơn hoảng loạn, Ashley chạy xa khỏi Leon, và hai người bị phân tán, mắc vào cái bẫy của Salazar. Leon và Sera gặp nhau vài lần trong trò chơi. Sera luôn xuất hiện và biến mất rất nhanh, lần đầu tiên để đưa thuốc cho Leon và Ashley để giảm tốc độ tiến triển, và lần sau đó để đưa một mẫu thử Plagas. Hai người gặp lại nhau trong lâu đài khi Leon đang tìm kiếm Ashley; lúc này Sera nói rằng anh đã có được mẫu thử, nhưng trước khi Sera kết thúc câu, Saddler đã giết anh và cướp luôn mẫu thử Plagas, ngay trước mặt Leon.
Khi Leon đã tìm thấy được Ashley, cô lại bị bắt cóc một lần nữa. Trong lâu đài, trong một thoáng Leon đã gặp lại Ada Wong. Sau đó, anh lục soát lâu đài để tìm Salazar, hắn đã nhập cơ thể hắn với một tay sai và sử dụng Las Plagas, làm cho cơ thể hắn càng lúc càng to lớn hơn. Hắn cố giết Leon nhưng cuối cùng chính hắn lại bị tiêu diệt. Leon biết được rằng lần này Ashley bị giam giữ ở một cơ sở nghiên cứu trên đảo gần đó, và anh lại gặp Ada, cô này đã đưa Leon đến hòn đảo. Jack Krauser, một trong những bằng hữu của Leon trong những năm huấn luyện, tưởng rằng đã chết, nay lại làm việc cho Saddler. Sau nhiều lần chạm trán với các thế lực của Saddler, Leon đã giải cứu được Ashley, tuy nhiên sau đó cô lại bị bắt cóc lần thứ ba.
Leon biết rằng Ada và Krauser đang cùng làm việc cho một tập đoàn thứ ba, và Krauser đã dự tính rằng sẽ giết Saddler khi hắn có cơ hội. Saddler biết việc này nên hắn đã yêu cầu Krauser giết Leon, không cần biết ai bị tiêu diệt, hắn đều có lợi. Sau cùng Leon cứu được Ashley, và họ đẩy Plagas ra khỏi cơ thể bằng một thiết bị xạ trị đặc biệt. Leon cho rằng mặc dù anh đã hoàn thành nhiệm vụ là giải cứu và chữa trị cho Ashley, đáng ra anh đã phải tiêu diệt Saddler. Với sự giúp đỡ của Ada, anh đã giết Saddler và lấy được mẫu Plagas. Tuy nhiên, Ada đã gí súng vào Leon, cướp được mẫu thử và rời đi bằng trực thăng. Leon và Ashley thoát khỏi hòn đảo bằng chiếc jet-ski của cô ta.

## Phát triển
Resident Evil 4 được nhắc đến lần đầu tiên vào năm 1999, sau đó là một khoảng thời gian khá dài trong sản xuất. Trong thời gian đó, đã có đến bốn phiên bản trò chơi bị hủy bỏ. Ban đầu khi trò chơi chỉ nhắm đến PlayStation 2, khâu phát triển đã được chỉ đạo bởi Hideki Kamiya khi nhà sản xuất Shinji Mikami yêu cầu ông tiến hành một phần mới cho dòng trò chơi Resident Evil. Trong những năm giao chuyển giữa hai thiên niên kỷ,, Noboru Sugimura đã có ý tưởng cho một cảnh trong trò chơi, dựa trên ý tưởng của ông rằng đây sẽ là một trò chơi hành động hay và đặc sắc. Câu chuyện xoay quanh những sự việc bí ẩn trong cái chết của nhân vật chính Tony, một con người phi thường với tài năng và hiểu biết hơn người. Khi Kamiya hấy rằng nhân vật nhìn không hùng dũng như một người hùng trong các trận đánh ở một góc nhìn nhất định, ông quyết định giảm bớt phần nền/khung cảnh và lựa chọn một hệ thống góc nhìn khác. Để thực hiện hệ góc nhìn này, đoàn đã sắp xếp một chuyến đi đến châu Âu, cụ thể là bảy ngày ở Anh và Tây Ban Nha để chụp ảnh về các bức tượng, bờ đá, bờ tường theo nghệ thuật gothic để dựa vào đó xây dựng hệ thống texture.